# CTI (ゲーム)
CTI (Conquer the Island , Capture the Island) は、FPSにおけるゲーム形式のひとつである。

## 概要
CTIはいわばFPSで行われるRTSの一種といえる。その名の通り、領域となる島 (Island) の制圧を目指して各勢力が争うゲームスタイルの総称でマルチプレーに適している。Operation Flashpoint: Cold War Crisis (OFP: CWC) やArmA: Armed Assault (ArmA) でプレイされている。

## Operation Flashpoint: Cold War CrisisにおけるCTI
CTI (Conquer the Island) の発明者は2003年2月8日にMFCTIバージョン1.0をリリースしたMike Melvinとされる（ただ、それ以前にKaRRiLLioNがリリースしていたRTSという名前のミッションがCTIと同様の概念（ビルド、コントロール、リソースなど）を持っていたとされる）。当初はMFCTIが主流ではあったが、それまでMFCTIをカスタムしていたCleanrockにより一から作られた、crCTIシリーズがデファクトスタンダードになった。各種大会も特筆ない限り、crCTIによるものとする。2008年現在において開催されている世界大会は5年目を数えるCTITCと、近年のMODを導入したCTI-ARENAである。過去にはCTI-Lounge、CTI-World Cupなどの大会も存在した。

## ArmA: Armed AssaultにおけるCTI
有志によってOFPのcrCTI、MFCTIがArmAに移植された。また、ArmA自体にはBohemia Interactive Studio (BIS) の製作したCapture the Islandという名前のミッションも収録されているが、Conquer the Islandの様に島の制圧を目的としているものの、ビルド・リソースといった概念はない。

### Warfare
バージョン1.14パッチより、Warfareという名前のミッションが追加された。これはConquer the Islandの概念に基づくBIS公式のCapture the Islandミッションとされる。製作にはMike Melvinが協力しており、クレジットにも名前が記載されている。
このCTIはダイアログなどのGUIが洗練されており、crCTIでは出来なかった途中参加が可能などArmA用に開発された公式ミッションなだけあって完成度が高い。
他のCTIと同じくコマンダー（ゲーム開始時などにVoteで決定する）が基地を建設し、町を制圧していく。基地の作成はリアルタイムエディット風のダイアログで行われるなど凝った作りとなっている。資金は時間毎に制圧した町の数に応じた額が入るほか、町を制圧すると補給トラックが自基地から往復し、物資が運ばれる事によっても稼ぐことが出来る。
榴弾砲を設置すると遠隔地への火力支援を要請できたり（要AIの搭乗）、制圧した街間や主基地との間を高速移動できたりする機能などもある。また、設定によっては時間の進みが早められたり、夜戦となることもあるなどの要素もある。
勝利条件は相手のMHQ（機動司令部）を破壊、または、相手のHQ（司令部）とHQから300m以内の全ての工場を破壊、もしくは設定によって町を全て制圧するか一定数のポイントを稼ぐことによっても勝利となる。

### crCTI warfare
Warfareのコンポーネントを利用して製作したcrCTI形式のゲーム。
従来のcrCTIプレイヤーにとってWarfareが満足いくもので無かったため製作された